# Bernardine Bishop
Bernardine Anna Livia Mary Bishop (* 16. August 1939 in London; † 4. Juli 2013) war eine britische Schriftstellerin.

## Leben
Sie wurde 1939 als Tochter der Schriftsteller Bernard und Barbara Wall geboren. Sie besuchte die Our Lady of Sion School im Londoner Stadtteil Notting Hill. Danach ging sie auf das Newnham College der University of Cambridge, wo sie 1960 graduierte. Anschließend wurde sie als Lehrerin tätig.
1961 heiratete sie den Pianisten Stephen Bishop. Aus der Ehe gingen zwei Söhne hervor. 1967 erfolgte die Scheidung. 1981 heiratete sie erneut. Bald darauf begann sie als Psychotherapeutin am London Centre for Psychotherapy zu arbeiten. 2010 ging sie aufgrund einer Krebserkrankung in den Ruhestand.
Schriftstellerisch betätigte sich Bishop erstmals Anfang der 1960er Jahre. 1961 veröffentlichte sie ihr erstes Buch Perspectives. Ein zweiter Roman folgte 1963. Mitte der 1960er Jahre trat sie in dem von Robert Robinson moderierten Literatur-Quiz Take It Or Leave It auf. 2013, fünfzig Jahre nach ihrem letzten Buch, veröffentlichte sie Unexpected Lessons in Love, ein teils autobiografischer Roman, in dem sie ihre eigene Krebserkrankung verarbeitete.
Die Suffragette und Dichterin Alice Meynell war ihre Urgroßmutter mütterlicherseits.

## Veröffentlichungen
- Perspectives (1961)
- Playing House (1963)
- Unexpected Lessons in Love (2013)